# Ratpenats de nas tubular
Els ratpenats de nas tubular (Nyctimeninae) són una subfamília de ratpenats de la família dels pteropòdids. Viuen al sud-est asiàtic, on habiten al centre de les Filipines, l'est d'Indonèsia, Papua Nova Guinea i al nord-est de Queensland (Austràlia).
Els ratpenats de nas tubular són una de les dues branques principals de megaquiròpters. Es creu que se separaren de l'altra gran branca (les guineus voladores) a principis del Miocè.